# ホテルコンコルド浜松
ホテルコンコルド浜松（ホテルコンコルドはままつ、英: Hotel Concorde Hamamatsu）は、静岡県浜松市中央区元城町にあるシティホテル。かつてはこの地に遠州鉄道奥山線元城駅が存在していた。

## 周辺施設
- 浜松城、浜松城公園

浜松城の管理団体である浜松市は、浜松城公園一帯に指定管理者制度を導入しており、遠鉄観光開発、遠鉄アシストの遠鉄グループ2社と、市の外郭団体である財団法人浜松公園緑地協会の計3者から成る「浜松城公園管理運営共同事業体」が指定管理者として管理業務を行っている。
- 浜松市役所、中区役所
- 浜松市美術館
- 浜松市立中央図書館
- 浜松市立元城小学校
- 浜松市立中部中学校

## 交通アクセス
- 遠鉄バス浜松駅バスターミナル13番乗り場より任意の路線に乗車「浜松城公園入口」バス停下車
- 浜松駅よりタクシーで約5分